# Lonestar
Lonestar ist eine US-amerikanische Country-Band, die Mitte der 1990er Jahre den Durchbruch schaffte und mehrere Nummer-1-Hits erzielte.

## Geschichte
Vorläufer von Lonestar war die Gruppe Texasee, die 1993 in Nashville von texanischen Musikern gegründet wurde. Richie McDonald (* 6. Februar 1962) und Dean Sams (* 3. August 1966) planten ursprünglich, als Duo aufzutreten, nahmen dann aber mit John Rich (7. Januar, 1974) und Michael Britt (* 15. Juni 1966) weitere Musiker hinzu. Wenig später vervollständigte der Drummer Keech Rainwater (* 24. Januar 1963) das Quintett.
Nachdem man sich durch zahlreiche Liveauftritte in der Szene einen Namen gemacht hatte, wurde 1995 mit dem BNA-Label ein Schallplattenvertrag abgeschlossen. Gleichzeitig benannte man sich in Lonestar um. Bereits ihre erste Single, Tequila Talkin’ , konnte sich in den Country-Top-10 platzieren. Von der Academy of Country Music wurden sie zur besten Nachwuchsband gekürt. Mit No News gelang ein Jahr später der erste Nummer-1-Hit. Ihr Debüt-Album, Lonestar, war gleichermaßen erfolgreich und wurde vergoldet.
Nach einigen erfolglosen Singles gelang 1997 mit Come Cryin′ to Me der nächste Nummer-1-Hit. 1998 verließ John Rich die Gruppe; er machte später mit dem Duo Big & Rich Karriere. Nach einigen mittleren Hits schaffte Lonestar 1998 mit Amazed ihren größten Erfolg. Die Single hielt sich acht Wochen auf Platz eins der Country-Charts und belegte auch in den Pop-Charts die Spitze. Ihr 1999 veröffentlichtes Album Lonely Grill verkaufte sich mehr als drei Millionen Mal und wurde dreifach mit Platin ausgezeichnet. Ihre Erfolgssträhne überdauerte auch die Millenniumswende. In kurzen Abständen wurden weitere Nummer-1-Hits erzielt. 2001 wurden sie sowohl von der Academy of Country Music als auch von der Country Music Association als „Gruppe des Jahres“ ausgezeichnet.
2006 erschien das Album Mountains. Frontsänger Richie McDonald verließ Ende 2007 die Band, um eine Solo-Karriere zu starten. Neuer Sänger wurde Cody Collins. Das erste Album mit Collins war das Weihnachtsalbum My Christmas List. Die erste Single der Gruppe mit Collins als Sänger war 2008 Let Me Love You. Das nächste Album der Band, Party Heard Around the World erschien im April 2010.
Im Oktober 2011 verkündete die Band auf ihrer Website, dass sie sich wieder mit dem Gründungsmitglied und Sänger Richie McDonald vereinigt habe und 2012 in der alten Besetzung auf Tour gehen werde.

## Diskografie

### Studioalben
| Jahr | Titel                        | Höchstplatzierung, Gesamtwochen, AuszeichnungChartplatzierungen (Jahr, Titel, Platzierungen, Wochen, Auszeichnungen, Anmerkungen) | Höchstplatzierung, Gesamtwochen, AuszeichnungChartplatzierungen (Jahr, Titel, Platzierungen, Wochen, Auszeichnungen, Anmerkungen) | Höchstplatzierung, Gesamtwochen, AuszeichnungChartplatzierungen (Jahr, Titel, Platzierungen, Wochen, Auszeichnungen, Anmerkungen) | Anmerkungen                                              |
| Jahr | Titel                        | UK | US | Country | Anmerkungen                                              |
| ---- | ---------------------------- | --- | --- | --- | -------------------------------------------------------- |
| 1995 | Lonestar                     | — | US69 Gold · (17 Wo.)US | Country11 (59 Wo.)Country | Erstveröffentlichung: 10. Oktober 1995                   |
| 1997 | Crazy Nights                 | — | US166 Gold · (3 Wo.)US | Country16 (56 Wo.)Country | Erstveröffentlichung: 17. Juni 1997                      |
| 1999 | Lonely Grill                 | UK80 Silber · (2 Wo.)UK | US28 ×3Dreifachplatin · (96 Wo.)US                                                                                                | Country3 (104 Wo.)Country | Erstveröffentlichung: 1. Juni 1999                       |
| 2000 | This Christmas Time          | — | US95 (8 Wo.)US | Country11 (14 Wo.)Country | Erstveröffentlichung: 12. September 2000 Weihnachtsalbum |
| 2001 | I’m Already There            | — | US9 Platin · (64 Wo.)US | Country1 (103 Wo.)Country | Erstveröffentlichung: 19. Juni 2001                      |
| 2004 | Let’s Be Us Again            | — | US14 Gold · (34 Wo.)US | Country2 (64 Wo.)Country | Erstveröffentlichung: 25. Mai 2004                       |
| 2005 | Coming Home                  | — | US26 (3 Wo.)US | Country3 (24 Wo.)Country | Erstveröffentlichung: 13. September 2005                 |
| 2006 | Mountains                    | — | US37 (3 Wo.)US | Country10 (15 Wo.)Country | Erstveröffentlichung: 17. Oktober 2006                   |
| 2010 | Party Heard Around the World | — | US103 (1 Wo.)US | Country20 (6 Wo.)Country | Erstveröffentlichung: 27. April 2010                     |
| 2013 | Life as We Know It           | — | US148 (1 Wo.)US | Country33 (2 Wo.)Country | Erstveröffentlichung: 4. Juni 2013                       |
| 2016 | Never Enders                 | — | — | Country48 (1 Wo.)Country | Erstveröffentlichung: 29. April 2016                     |

Weitere Studioalben
- 2007: My Christmas List

### Kompilationen
| Jahr | Titel                               | Höchstplatzierung, Gesamtwochen, AuszeichnungChartplatzierungen (Jahr, Titel, Platzierungen, Wochen, Auszeichnungen, Anmerkungen) | Höchstplatzierung, Gesamtwochen, AuszeichnungChartplatzierungen (Jahr, Titel, Platzierungen, Wochen, Auszeichnungen, Anmerkungen) | Höchstplatzierung, Gesamtwochen, AuszeichnungChartplatzierungen (Jahr, Titel, Platzierungen, Wochen, Auszeichnungen, Anmerkungen) | Anmerkungen                         |
| Jahr | Titel                               | UK | US | Country | Anmerkungen                         |
| ---- | ----------------------------------- | --- | --- | --- | ----------------------------------- |
| 2003 | From There to Here: Greatest Hits   | — | US7 Platin · (41 Wo.)US | Country1 (104 Wo.)Country | Erstveröffentlichung: 3. Juni 2003  |
| 2008 | Playlist: The Very Best of Lonestar | — | — | Country73 (2 Wo.)Country | Erstveröffentlichung: 17. Juni 2008 |
| 2013 | Country: Lonestar                   | — | — | Country75 (1 Wo.)Country | Erstveröffentlichung: 2013          |

Weitere Kompilationen
- 1994: Lonestar Live
- 2006: 16 Biggest Hits
- 2007: Super Hits
- 2011: Simply the Hits
- 2016: Never Enders

### Singles
| Jahr | Titel Album                                                 | Höchstplatzierung, Gesamtwochen, AuszeichnungChartplatzierungen (Jahr, Titel, Album, Platzierungen, Wochen, Auszeichnungen, Anmerkungen) | Höchstplatzierung, Gesamtwochen, AuszeichnungChartplatzierungen (Jahr, Titel, Album, Platzierungen, Wochen, Auszeichnungen, Anmerkungen) | Höchstplatzierung, Gesamtwochen, AuszeichnungChartplatzierungen (Jahr, Titel, Album, Platzierungen, Wochen, Auszeichnungen, Anmerkungen) | Höchstplatzierung, Gesamtwochen, AuszeichnungChartplatzierungen (Jahr, Titel, Album, Platzierungen, Wochen, Auszeichnungen, Anmerkungen) | Anmerkungen                                                  |
| Jahr | Titel Album                                                 | DE | UK | US | Country | Anmerkungen                                                  |
| --- | ----------------------------------------------------------- | --- | --- | --- | --- | ------------------------------------------------------------ |
| 1995 | Tequila Talkin’ Lonestar                                    | — | — | — | Country8 (20 Wo.)Country | Erstveröffentlichung: 7. August 1995                         |
| 1996 | No News Lonestar                                            | — | — | — | Country1 (20 Wo.)Country | Erstveröffentlichung: 8. Januar 1996                         |
| 1996 | Runnin’ Away with My Heart Lonestar                         | — | — | — | Country8 (20 Wo.)Country | Erstveröffentlichung: 20. Mai 1996                           |
| 1996 | Heartbroke Every Day Lonestar                               | — | — | — | Country18 (20 Wo.)Country | Erstveröffentlichung: 7. Dezember 1996                       |
| 1996 | When Cowboys Didn’t Dance Lonestar                          | — | — | — | Country45 (15 Wo.)Country | Erstveröffentlichung: 1996                                   |
| 1997 | Come Cryin’ to Me Crazy Nights                              | — | — | — | Country1 (20 Wo.)Country | Erstveröffentlichung: 28. April 1997                         |
| 1997 | You Walked In Crazy Nights                                  | — | — | US93 (4 Wo.)US | Country12 (22 Wo.)Country | Erstveröffentlichung: 26. August 1997                        |
| 1998 | Say When Crazy Nights                                       | — | — | — | Country13 (21 Wo.)Country | Erstveröffentlichung: 26. Januar 1998                        |
| 1998 | Everything’s Changed Crazy Nights                           | — | — | US95 (2 Wo.)US | Country2 (26 Wo.)Country | Erstveröffentlichung: 29. Juni 1998                          |
| 1999 | Saturday Night Lonely Grill                                 | — | — | — | Country47 (12 Wo.)Country | Erstveröffentlichung: 1999                                   |
| 1999 | Amazed Lonely Grill                                         | DE91 (5 Wo.)DE | UK21 Platin · (26 Wo.)UK | US1 Gold (Physisch) + Gold (Digital) · (55 Wo.)US                                                                                        | Country1 (41 Wo.)Country | Erstveröffentlichung: 17. Mai 1999 · + US: Gold (Mastertone) |
| 1999 | Smile Lonely Grill                                          | — | UK55 (7 Wo.)UK | US39 (20 Wo.)US | Country1 (31 Wo.)Country | Erstveröffentlichung: 25. Oktober 1999                       |
| 2000 | What About Now Lonely Grill                                 | — | — | US30 (20 Wo.)US | Country1 (36 Wo.)Country | Erstveröffentlichung: 17. April 2000                         |
| 2000 | Tell Her Lonely Grill                                       | — | — | US39 (20 Wo.)US | Country1 (26 Wo.)Country | Erstveröffentlichung: 18. September 2000                     |
| 2001 | I’m Already There                                           | — | UK81 (1 Wo.)UK | US24 Gold · (20 Wo.)US | Country1 (26 Wo.)Country | Erstveröffentlichung: 26. März 2001                          |
| 2001 | With Me I’m Already There                                   | — | — | US63 (15 Wo.)US | Country10 (23 Wo.)Country | Erstveröffentlichung: 13. August 2001                        |
| 2002 | Not a Day Goes By I’m Already There                         | — | — | US36 (17 Wo.)US | Country3 (30 Wo.)Country | Erstveröffentlichung: 21. Januar 2002                        |
| 2002 | Unusually Unusual I’m Already There                         | — | — | US66 (5 Wo.)US | Country12 (27 Wo.)Country | Erstveröffentlichung: 19. August 2002                        |
| 2003 | My Front Porch Looking In From There to Here: Greatest Hits | — | — | US23 Gold · (22 Wo.)US | Country1 (32 Wo.)Country | Erstveröffentlichung: 10. März 2003                          |
| 2003 | Walking in Memphis From There to Here: Greatest Hits        | — | — | US61 (11 Wo.)US | Country8 (20 Wo.)Country | Erstveröffentlichung: 11. August 2003                        |
| 2004 | Let’s Be Us Again                                           | — | — | US38 (20 Wo.)US | Country4 (21 Wo.)Country | Erstveröffentlichung: 1. März 2004                           |
| 2004 | Mr. Mom Let’s Be Us Again                                   | — | — | US33 Gold · (20 Wo.)US | Country1 (28 Wo.)Country | Erstveröffentlichung: 12. Juli 2004                          |
| 2005 | Class Reunion (That Used to Be Us) Let’s Be Us Again        | — | — | US97 (3 Wo.)US | Country16 (20 Wo.)Country | Erstveröffentlichung: 17. Januar 2005                        |
| 2005 | You’re Like Comin’ Home Coming Home                         | — | — | US63 (11 Wo.)US | Country8 (25 Wo.)Country | Erstveröffentlichung: 13. Juni 2005                          |
| 2006 | I’ll Die Tryin’ Coming Home                                 | — | — | — | Country43 (14 Wo.)Country | Erstveröffentlichung: 2006                                   |
| 2006 | Mountains                                                   | — | — | US77 (11 Wo.)US | Country10 (26 Wo.)Country | Erstveröffentlichung: 26. Juni 2006                          |
| 2007 | Nothing to Prove Mountains                                  | — | — | — | Country51 (4 Wo.)Country | Erstveröffentlichung: 2007                                   |
| 2008 | Let Me Love You Party Heard Around the World                | — | — | — | Country50 (15 Wo.)Country | Erstveröffentlichung: 2008                                   |
| 2012 | The Countdown Life as We Know It                            | — | — | — | Country52 (9 Wo.)Country | Erstveröffentlichung: 2012                                   |
| Folgende Lieder erschienen nicht als Single, wurden aber durch das Album zum Download und Streaming bereitgestellt und konnten somit eine Platzierung erlangen: |                                                             | | | | |                                                              |
| |                                                             | | | | |                                                              |
| 1997 | I’ll Be Home for Christmas Country Cares for Kids           | — | — | — | Country75 (3 Wo.)Country |                                                              |
| 1999 | All My Love for Christmas Country Christmas Classics        | — | — | — | Country61 (1 Wo.)Country |                                                              |
| 2000 | Winter Wonderland This Christmas Time                       | — | — | — | Country72 (2 Wo.)Country |                                                              |
| 2000 | Have Yourself a Merry Little Christmas This Christmas Time  | — | — | — | Country71 (2 Wo.)Country |                                                              |
| 2000 | Santa Claus Is Coming to Town This Christmas Time           | — | — | — | Country67 (2 Wo.)Country |                                                              |
| 2000 | The Little Drummer Boy This Christmas Time                  | — | — | — | Country46 (4 Wo.)Country |                                                              |
| 2004 | Somebody’s Someone Let’s Be Us Again                        | — | — | — | Country53 (2 Wo.)Country |                                                              |

Weitere Singles
- 2010: You’re the Reason Why
- 2013: Maybe Someday
- 2013: Party All Day
- 2014: Just the Rain
- 2014: Pretty Good Day
- 2016: Never Enders

### Gastbeiträge
| Jahr | Titel Album             | Höchstplatzierung, Gesamtwochen, AuszeichnungChartplatzierungen (Jahr, Titel, Album, Platzierungen, Wochen, Auszeichnungen, Anmerkungen) | Höchstplatzierung, Gesamtwochen, AuszeichnungChartplatzierungen (Jahr, Titel, Album, Platzierungen, Wochen, Auszeichnungen, Anmerkungen) | Höchstplatzierung, Gesamtwochen, AuszeichnungChartplatzierungen (Jahr, Titel, Album, Platzierungen, Wochen, Auszeichnungen, Anmerkungen) | Höchstplatzierung, Gesamtwochen, AuszeichnungChartplatzierungen (Jahr, Titel, Album, Platzierungen, Wochen, Auszeichnungen, Anmerkungen) | Anmerkungen     |
| Jahr | Titel Album             | DE | UK | US | Country | Anmerkungen     |
| ---- | ----------------------- | --- | --- | --- | --- | --------------- |
| 2001 | America the Beautiful – | — | — | — | Country58 (6 Wo.)Country | Various Artists |

## Auszeichnungen für Musikverkäufe
| Goldene Schallplatte - Australien - 2000: für die Single Amazed - Kanada - 2000: für das Album Crazy Nights - 2000: für das Album Lonestar - 2001: für das Album I’m Already There - 2004: für das Album From There to Here: Greatest Hits | Platin-Schallplatte - Neuseeland - 2022: für die Single Amazed 3× Platin-Schallplatte - Kanada - 2001: für das Album Lonely Grill |

Anmerkung: Auszeichnungen in Ländern aus den Charttabellen bzw. Chartboxen sind in ebendiesen zu finden.
| Land/RegionAuszeichnungen für Musikverkäufe (Land/Region, Auszeichnungen, Verkäufe, Quellen) | Silber  | Gold       | Platin       | Verkäufe  | Quellen          |
| -------------------------------------------------------------------------------------------- | ------- | ---------- | ------------ | --------- | ---------------- |
| Australien (ARIA)                                                                            | —       | Gold1      | —            | 35.000    | aria.com.au      |
| Kanada (MC)                                                                                  | —       | 4× Gold4   | 3× Platin3   | 500.000   | musiccanada.com  |
| Neuseeland (RMNZ)                                                                            | —       | —          | Platin1      | 30.000    | radioscope.co.nz |
| Vereinigte Staaten (RIAA)                                                                    | —       | 9× Gold9   | 5× Platin5   | 9.500.000 | riaa.com         |
| Vereinigtes Königreich (BPI)                                                                 | Silber1 | —          | Platin1      | 660.000   | bpi.co.uk        |
| Insgesamt                                                                                    | Silber1 | 14× Gold14 | 10× Platin10 |           |                  |